# Xysticus palawanicus
Xysticus palawanicus là một loài nhện trong họ Thomisidae.
Loài này thuộc chi Xysticus. Xysticus palawanicus được Alberto Barrion & James A. Litsinger miêu tả năm 1995.